# Le Port
 Le Port  es una población y comuna francesa, en la región de Occitania, departamento de Ariège, en el distrito de Saint-Girons y cantón de Massat.

## Demografía
| 290 | 211 | 188 | 198 | 183 | 190 |
| Para los censos de 1962 a 1999 la población legal corresponde a la población sin duplicidades (Fuente: INSEE [Consultar]) |     |     |     |     |     |